# Shaolin Soccer
Shaolin Soccer (Chinees: 少林足球 ) is een Hongkong-Chinese komische film uit 2001 onder regie van Stephen Chow. De film verscheen op 15 mei 2003 in de Nederlandse bioscopen.
De film kreeg in 2008 een vervolg getiteld Shaolin Girl.

## Verhaal
De film begint met Fung, ooit een zeer populaire voetballer, die ook wel Golden Leg (Gouden Been) werd genoemd. Maar in een beslissende wedstrijd schoot hij de bal over het doel. Dit in opdracht van zijn teamgenoot Hung. Het uitzinnige publiek reageerde woedend en men stormde het veld op om Fung te lijf te gaan, waarbij zijn benen werden gebroken. Dit alles was echter precies wat Hung wilde, om zich zo van Fung te kunnen ontdoen. Hung zelf had vervolgens een prachtige carrière als voetballer en later als trainer van team Evil, terwijl Fung's loopbaan ten einde is.
Vele jaren later ontmoet Fung de enthousiaste kungfumeester Sing (Stephen Chow). Deze probeert iedereen aan de kungfu te krijgen, maar met weinig succes. Fung is getuige van hoe Sing een straatbende verslaat, waarbij hij onder andere een voetbal als wapen gebruikt. Dit geeft hem een idee. Hij overtuigd Sing om zijn kungfutalenten te gebruiken om voetbal te spelen, en zo kungfu bij een groot publiek bekend te maken. Sing stemt toe. Met wat moeite haalt Sing zijn vijf zijn kungfubroers over om mee te doen. Hun eerste wedstrijd is tegen dezelfde straatbende die Sing eerder bevocht. De zes winnen, waarna enkele leden van de straatbende naar hen overlopen omdat ze ook kungfu willen leren. Met deze extra leden erbij kunnen Fung en Sing een professioneel team samenstellen, dat dankzij hen kungfu-vaardigheden vele malen sterker en sneller is dan andere teams.
Ze besluiten mee te doen aan het prestigieuze voetbaltoernooi van Hung en winnen de ene na de andere wedstrijd. Uiteindelijk staan ze in de finale tegenover het onverslaanbare team Evil, het team van de doortrapte Hung. Dit team maakt echter gebruik van een drug en illegale trainingstechnieken om bovenmenselijke vaardigheden te verkrijgen. Derhalve zijn ze meer dan gewaagd aan het shaolinteam, dat gewend is om alle wedstrijden makkelijk te kunnen winnen. Op het beslissende moment krijgt het team echter hulp van Mui, een vrouwelijke Tai Chi-beoefenaar. Vermomt als man neemt ze de plaats van de doelman in, en geeft de voorzet waarmee Sing het winnende doelpunt kan scoren.
Team Evil wordt nadien voorgoed geschorst. Sing ziet zijn droom werkelijkheid worden: men is door de overwinning van het Shaolinteam massaal geïnteresseerd geraakt in Kungfu.

## Rolverdeling
| Acteur         | Personage                                               |
| -------------- | ------------------------------------------------------- |
| Stephen Chow   | Sing, Steel Leg, Broer #5, aanvaller Team Shaolin       |
| Zhao Wei       | Mui, het bakkersmeisje, later de doelvrouw Team Shaolin |
| Ng Man-Tat     | Fung, Golden Leg, trainer Team Shaolin                  |
| Wong Yat-fei   | Iron Head, Broer #1, Team Shaolin                       |
| Tin Kai Man    | Iron Shirt, Broer #3, Team Shaolin                      |
| Lam Chi Chung  | Light Weight, Broer #6, Team Shaolin                    |
| Chan Kwok Kuen | Iron Palm, Broer #4, doelman Team Shaolin               |
| Lam Chi-Sing   | Hooking Leg, Broer #2, Team Shaolin                     |
| Vincent Kok    | Aanvoerder Team Puma                                    |
| Cecilia Cheung | Speler Team Dragons                                     |
| Karen Mok      | Speler Team Dragons                                     |
| Patrick Tse    | Hung, trainer Team Evil                                 |
| Shi Zi Yun     | Team Evil                                               |
| Cao Hua        | Doelman Team Evil                                       |
| Li Binhong     | Speler Team Evil                                        |
| Zhao Yong      | Speler Team Evil                                        |
| Shi Hengjiang  | Speler Team Evil                                        |
| Shi Hengjie    | Speler Team Evil                                        |
| Hu Shaoqi      | Speler Team Evil                                        |

## Achtergrond

### Acteurs
Naast enkele ervaren acteurs, gaf Chow in een vraaggesprek aan dat de film vooral veel nieuwe acteurs zou bevatten. Een voorbeeld hiervan is Lam Chi Chung, die voorheen werkte als Chow’s scenarioschrijver. Danny Chan Kwok Kwan was voorheen een danschoreograaf.
Drie van de hoofdrolspelers verschenen later ook in Chow's Kung Fu Hustle: Danny Chan Kwok Kwan, Tin Kai Man en Lam Chi Chung.

### Ontvangst
Shaolin Soccer deed het goed in de Hongkongse bioscopen, en bracht uiteindelijk HK$60.739.847 op. Daarmee was het op dat moment de meest succesvolle Hongkongse film aller tijden. Dit record werd in 2004 verbroken door Stephen Chow's volgende film, Kung Fu Hustle.
Shaolin Soccer kreeg positieve reacties van critici. Op Rotten Tomatoes kreeg de film 91% aan goede beoordelingen.
In het vasteland van China werd Shaolin Soccer geweerd uit de bioscopen daar men vond dat de titel mogelijk beledigend was voor Boeddhisten. Stephen Chow weigerde de titel aan te passen, waardoor de producenten van de film een jaar lang geen films mochten maken op het vasteland van China.

### Notities
- Shaolin Soccer was de tot dan toe meest succesvolle film aller tijden in Hongkong.
- De doelman van het Shaolin-team Iron Palm heeft hetzelfde pak aan dat Bruce Lee in 'Game of Death' droeg. Hij heeft ook dezelfde uitdrukkingen en maniertjes als Bruce Lee: dit is dus duidelijk bedoeld als eerbewijs aan Bruce Lee.
- Wanneer bakkersmeisje Mui de schoenen van Steel Leg (Stephen Chow) repareert, heeft ze plaatjes over de gaten genaaid. Eéntje daarvan is van Nijntje.
- Van de film werd in zowel China als Amerika  een stripserie uitgebracht. In 2001 verscheen in Hongkong de Shaolin Soccer manhua. In Amerika werd een striproman van de film uitgebracht.
- De film werd voor de Amerikaanse markt ingekort tot 87 minuten, nagesynchroniseerd, en deels aangepast. Zo verliest bijvoorbeeld in de climax, waarin Sing het winnende doelpunt scoort, de doelman van Team Evil al zijn kleren vanwege de kracht van het schot, maar houdt hij in de Amerikaanse versie zijn onderbroek aan.

## Prijzen en nominaties
| jaar | prijs                | categorie                    | genomineerde(n)                               | uitslag     |
| ---- | -------------------- | ---------------------------- | --------------------------------------------- | ----------- |
| 2001 | Golden Horse Award   | Beste choreografie           | Siu-Tung Ching                                | gewonnen    |
| 2001 | Golden Horse Award   | Beste visuele effecten       | -                                             | gewonnen    |
| 2002 | Golden Bauhinia      | Beste regisseur              | Stephen Chow                                  | gewonnen    |
| 2002 | Golden Bauhinia      | Beste film                   | -                                             | gewonnen    |
| 2002 | Golden Bauhinia      | Beste mannelijke bijrol      | Yut Fei Wong                                  | gewonnen    |
| 2002 | Hong Kong Film Award | Beste acteur                 | Stephen Chow                                  | gewonnen    |
| 2002 | Hong Kong Film Award | Beste regisseur              | Stephen Chow                                  | gewonnen    |
| 2002 | Hong Kong Film Award | Beste film                   | Kwok-fai Yeung                                | gewonnen    |
| 2002 | Hong Kong Film Award | Beste geluid                 | Kinson Tsang                                  | gewonnen    |
| 2002 | Hong Kong Film Award | Beste mannelijke bijrol      | Yut Fei Wong                                  | gewonnen    |
| 2002 | Hong Kong Film Award | Beste visuele effecten       | Frankie Chung, Ken Law, Ronald To, Maurice Ng | gewonnen    |
| 2002 | Hong Kong Film Award | Beste choreografie           | Siu-Tung Ching                                | genomineerd |
| 2002 | Hong Kong Film Award | Beste camerawerk             | Pak-huen Kwen, Ting Wo Kwong                  | genomineerd |
| 2002 | Hong Kong Film Award | Beste kostuums en grime      | Yim Man Choy                                  | genomineerd |
| 2002 | Hong Kong Film Award | Beste montage                | Kit-Wai Kai                                   | genomineerd |
| 2002 | Hong Kong Film Award | Beste oorspronkelijke muziek | Raymond Wong                                  | genomineerd |
| 2002 | Hong Kong Film Award | Beste oorspronkelijke lied   | Jacky Chan Andy Lau                           | genomineerd |
| 2002 | Hong Kong Film Award | Beste scenario               | Stephen Chow, Kan-Cheung Tsang                | genomineerd |
| 2002 | HKFCS Award          | Beste film                   | -                                             | gewonnen    |
| 2003 | Blue Ribbon Award    | Beste buitenlandse film      | Stephen Chow                                  | gewonnen    |